# 富本牧子
富本 牧子（とみもと まきこ、1965年5月7日 - ）は、東京都出身の舞台女優・声優。佐藤正隆事務所所属（同人）。本名同じ。

## 来歴
成城大学文芸学部芸術学科卒業、劇団薔薇座出身。成城大学文芸学部在学中に、劇団薔薇座に入団し、野沢那智の元でミュージカル女優としてデビュー。均整の取れたプロポーションと華麗な容姿で、舞台映えし、早くから抜擢される1988年舞台『スイートチャリティー』でデビュー。その他、劇団薔薇座では『ミスターシンデレラ』、『アパートの鍵貸します』などに出演。
薔薇座退団後は、1994年佐藤正隆事務所公演「オフ・ロードシリーズ」Vol.1『ダッチマン』を皮切りに、2005年の『リタの教育』までほぼ毎年、下北沢のOFF・OFFシアターの舞台に立っている。佐藤正隆事務所公演「オフ・ロードシリーズ」にはすべて出演。
平成9年度文化庁芸術祭新人賞受賞（佐藤正隆事務所公演『リタの教育』）。
『リタの教育』は2005年12月の公演で5演目を迎えた。有川博との二人芝居で、1997年客席70の小劇場で1カ月を超える上演を果たし、以後再演を重ね、好評を博している。
加藤健一事務所公演にも2度出演。
その他『ロスト・ワールド』のマーガリート役や『美しき日々』のヤン・ミミ役など、声優としても活躍している。

## 活動

### 舞台
- 1988年 ミスターシンデレラ（薔薇座公演）
- 1988年 スイートチャリティー（薔薇座公演）
- 1990年 アパートの鍵貸します（薔薇座公演）
- 1994年 ダッチマン（佐藤正隆事務所公演）
- 1995年 ロー・レベル・パニック（佐藤正隆事務所公演）
- 1995年 ラブ・ア・ラ・モード・シカゴ（佐藤正隆事務所公演）
- 1996年 ダッチマン（佐藤正隆事務所公演） 再演・1ヶ月公演
- 1997年 リタの教育（佐藤正隆事務所公演） 初演・1ヶ月公演 平成9年度文化庁芸術祭新人賞受賞

※以降、佐藤正隆事務所公演は小劇場では異例のロングラン公演
- 1998年 奏鳴曲ニ短調（嫁菜座公演）
- 1998年 死と乙女（佐藤正隆事務所公演） 平成10年度湯浅芳子賞団体賞受賞作品
- 1999年 リタの教育（佐藤正隆事務所公演） 再演
- 1999年 おお、星条旗娘!（加藤健一事務所公演）
- 2000年 リタの教育（佐藤正隆事務所公演） 再々演
- 2001年 スカイライト（佐藤正隆事務所公演）
- 2002年 リタの教育、スカイライト 連続公演（佐藤正隆事務所公演） 第2回朝日舞台芸術賞・舞台芸術賞受賞（団体賞）
- 2005年 リタの教育（佐藤正隆事務所公演）
- 2006年 エキスポ（加藤健一事務所公演）

### 洋画吹替
- ロストワールド 1,2,3（マーガリート役）レギュラー
- 美しき日々（ヤン・ミミ役）レギュラー
- 真実（チェ・ジウの母）レギュラー
- チャームド 〜魔女3姉妹〜
- 新・刑事コロンボ
- デストラクション
- レリックハンター（ゲスト）
- デイライト（マデリーン・トンプソン（エイミー・ブレネマン））（日曜洋画劇場）
- ザ・メキシカン（ジュリア・ロバーツ）
- アラビアンナイト
- 騎馬警官
  - 騎馬警官2
- JOHN Q
- イグジェト
- MEGALODON
- ふたりはお年ごろ
- ハイスクール・ウルフ
- ワンダフル ファミリー
- アナザー・ライフ〜天国からの3日間〜（トリー・ヴァン・ダイク / マーキー・ジェームズ（スーザン・ブレイクリー））
- アート・オブ・ウォー（日曜洋画劇場）
- ダブル・ジョパディー（日曜洋画劇場）
- ランダム・ハーツ（金曜ロードショー）
- 追跡者（木曜洋画劇場）
- キル・ビル
  - キル・ビルvol1
  - キル・ビルvol2
- 609
- SAW
- デスパレートな妻たち5

### ラジオドラマ
- 夢の柩

### ナレーション
- モンテカルロサーカスの紹介（機内上映）
- 世界の喜劇王スティーブ・マーチン（BS朝日）

### テレビドラマ
- 消えた人（東芝日曜劇場）
- また会う日まで 女の春（木曜ゴールデンドラマスペシャル）
- 金曜ドラマシアター
  - まだ喝采が聞こえる
  - TAKE99